# Теа Сейха
Теа Сейха (кхмер. ទៀ សីហា; род. 30 августа 1980, Пномпень) — камбоджийский генерал и государственный деятель, с 22 августа 2023 года — вице-премьер и министр национальной обороны в правительстве Хун Манета.

## Происхождение, образование, служба
Родился в семье тайско-китайского происхождения. При рождении получил имя Теа Сангван. Теа Бан, отец Теа Сейха, в начале 1980-х был заместителем министра обороны и начальника генштаба Народной Республики Кампучия (НРК). С 1987 года Теа Бан в разных формальных статусах возглавлял военное министерство НРК, Государства Камбоджа, Королевства Камбоджа; входил в ближайшее окружение премьер-министра Хун Сена. Теа Сейха с 1993 года учился во Франции — получил степень бакалавра менеджмента в парижском лицее Пасси Сент-Оноре, прослушал годовой курс в военном училище Сен-Сир.
Вернувшись в Камбоджу в 2001 году, Теа Сейха служил в военной полиции, затем при отце в аппарате министерства национальной обороны. Получил звание генерал-майора. Состоял в ЦК правящей Народной партии Камбоджи (НПК). В 2018 году был назначен губернатором провинции Сиемреап.

## Губернаторство и политика
Военно-политические эксперты считали, что губернатор Теа Сейха вместе с дядей адмиралом Теа Вином с санкции министра Теа Бана контролируют Сиемреап и Кахконг. В период губернаторства Теа Сейха была проведена кампания вакцинации против COVID-19, построены новые дороги, улучшены электроснабжения и канализация. В то же время массовое недовольство вызвало принудительное выселение 10 тысяч семей их района Ангкор-Ват и административные захваты земель. Отмечалось также, что служебным делам губернатор уделяет меньше внимания, чем антуражу и церемониалу.
В декабре 2021 года съезд и пленум ЦК НПК определили схему будущей передачи власти. Было запланировано наследование премьерского поста Хун Манетом — сыном Хун Сена. В преддверии парламентских выборов 2023 года стало известно, что такого рода наследование запланировано также в МВД и министерстве обороны: на пост Сар Кенга заступал Сар Сокха, на пост Теа Бана — Теа Сейха.
При этом появлялась информация о закулисных разногласиях в партийно-государственном руководстве. Влиятельный военный министр Теа Бан, тесно связанный с КНР, и члены его семейного клана настороженно отнеслись к плану «династического наследования» правительственной власти. Лидер камбоджийской оппозиции Сам Рейнгси, находящийся в эмиграции, высказался за кандидатуру Теа Сейха на пост премьер-министра и призвал сплотиться против Хун Сена вокруг Теа Сейха, Теа Бана и Теа Вина. Однако Хун Сену удалось убедить Теа Бана и Сар Кенга согласиться с премьерством Хун Манета — взамен Минобороны и МВД оставались под их семейным контролем.

## Правительственный пост
22 августа 2023 года Национальная ассамблея Камбоджи утвердила новый состав правительства во главе с Хун Манетом. Вице-премьером и министром обороны назначен Теа Сейха (Теа Бан в тот же день получил должность королевского советника).
Комментаторы отмечают отсутствие у Теа Сейха опыта военного управления. Предполагается, что на правительственном посту он продолжит курс Теа Бана — с полной лояльностью системе, созданной Хун Сеном и унаследованной Хун Манетом. Прогнозируется активизация строительства военно-морской базы КНР в Реаме — на побережье Сиамского залива, провинция Кампонгсаом. Ожидается также укрепление военных контактов с Таиландом.

## Личная жизнь
Теа Сейха женат, имеет двух сыновей и дочь.